# Região Geográfica Intermediária de Campo Grande
A Região Geográfica Intermediária de Campo Grande é uma das três regiões intermediárias do estado brasileiro de Mato Grosso do Sul e uma das 134 regiões intermediárias do Brasil, criadas pelo Instituto Brasileiro de Geografia e Estatística (IBGE) em 2017. É composta por 32 municípios, distribuídos em quatro regiões geográficas imediatas.
Sua população total estimada pelo Instituto Brasileiro de Geografia e Estatística (IBGE) para 1º de julho de 2019 é de 1 527 924 habitantes, distribuídos em uma área total de 159 255,717 km².
Campo Grande é o município mais populoso da região intermediária, além de ser capital do estado, com 895 982 habitantes, de acordo com estimativas de 2019 do Instituto Brasileiro de Geografia e Estatística (IBGE).

## Regiões geográficas imediatas
| Região geográfica imediata                                          | Municípios | População Estimativa 2018 | Área (km²)  |
| ------------------------------------------------------------------- | --- | ------------------------- | ----------- |
| Região Geográfica Imediata de Campo Grande                          | Bandeirantes Camapuã Campo Grande Corguinho Dois Irmãos do Buriti Jaraguari Nova Alvorada do Sul Ribas do Rio Pardo Rio Negro Rochedo São Gabriel do Oeste Sidrolândia Terenos | 1 104 069                 | 62 020,522  |
| Região Geográfica Imediata de Três Lagoas                           | Água Clara Bataguassu Brasilândia Santa Rita do Pardo Selvíria Três Lagoas | 186 186                   | 35 639,038  |
| Região Geográfica Imediata de Paranaíba-Chapadão do Sul-Cassilândia | Aparecida do Taboado Cassilândia Chapadão do Sul Inocência Paraíso das Águas Paranaíba                                                                                         | 128 215                   | 25 859,144  |
| Região Geográfica Imediata de Coxim                                 | Alcinópolis Costa Rica Coxim Figueirão Pedro Gomes Rio Verde de Mato Grosso Sonora                                                                                             | 109 454                   | 35 737,013  |
| Total                                                               | 32 | 1 527 924                 | 159 255,717 |